# Syndesmogenus alberti
Syndesmogenus alberti är en mångfotingart som beskrevs av Carl Graf Attems 1937. Syndesmogenus alberti ingår i släktet Syndesmogenus och familjen Odontopygidae. Inga underarter finns listade i Catalogue of Life.